# Ирска на Европском првенству у атлетици на отвореном 2018.
Ирска је учествовала на 24. Европском првенству у атлетици на отвореном 2018. одржаном у Берлину, (Немачка), од 6. до 12. августа. То је било њено 21. учешће на овом такмичењу. Репрезентацију Ирске представљало је 33 такмичара (17 мушкарца и 16 жена) који су се такмичили у 20 дисциплине (11 мушких и 9 женских).
На овом првенству Ирска је делила 25. место по броју освојених медаља са 1 медаљом (бронза). У табели успешности према броју и пласману такмичара који су учествовали у финалним такмичењима (првих 8 такмичара) Ирска је са 5 учесника у финалу заузела 22. место са 17 бодова.
| Пл. | Земља | 1. место | 2. место | 3. место | 4. место | 5. место | 6. место | 7. место | 8. место | Бр. фин. | Бодови |
| --- | ----- | -------- | -------- | -------- | -------- | -------- | -------- | -------- | -------- | -------- | ------ |
| 22. | Ирска | -        | -        | 1-6      | 1-5      | -        | 1-3      | 1-2      | 1-1      | 5        | 17     |

## Учесници
| Мушкарци: - Леон Рид — 200 м, 4 х 400 м - Маркус Лолер — 200 м - Кристофер О'Донел — 400 м, 4 х 400 м - Марк Инглиш — 800 м - Зак Карен — 800 м - Стивен Скалион — 10.000 м - Кевин Сивард — Маратон - Mick Clohisey — Маратон - Шон Хехир — Маратон - Sergiu Ciobanu — Маратон - Пол Полок — Маратон - Томас Бар — 400 м препоне, 4 х 400 м - Брандон Ареј — 4 х 400 м - Алекс Рајт — 20 км ходање - Чан Мекманамон — 20 км ходање - Брендан Бојс — 50 км ходање - Адам Мекмулен — Скок удаљ | Жене: - Фил Хили — 100 м, 200 м, 4 х 100 м - Гина Акпе-Мосес — 100 м, 4 х 100 м - Siofra Cleirigh Buttner — 800 м - Клер Муни — 800 м, 4 х 400 м - Ciara Mageean — 1.500 м - Ема Мичел — 10.000 м - Лизи Ли — Маратон - Бриг Коноли — Маратон - Гледис Ганиел О'Нил — Маратон - Кери О'Флахерти — 3.000 м препреке - Мишел Фин — 3.000 м препреке - Џоан Хили — 4 х 100 м - Ciara Neville — 4 х 100 м - Синеад Дени — 4 х 400 м - Софи Бекер — 4 х 400 м - Davicia Patterson — 4 х 400 м |  |

## Освајачи медаља (1)

### Бронза (1)
- Томас Бар — 400 м препоне

## Резултати

### Мушкарци
| Атлетичар          | Дисциплина    | Лични рекорд | Квалификације         | Квалификације         | Полуфинале            | Полуфинале            | Финале                | Финале        | Детаљи |
| Атлетичар          | Дисциплина    | Лични рекорд | Резултат              | Место                 | Резултат              | Место                 | Резултат              | Место         | Детаљи |
| ------------------ | ------------- | ------------ | --------------------- | --------------------- | --------------------- | --------------------- | --------------------- | ------------- | ------ |
| Леон Рид           | 200 м         | 20,27 НР     | Директно у полуфинале | Директно у полуфинале | 20,38 КВ              | 2. у гр. 1            | 20.37                 | 7 / 40        |        |
| Маркус Лолер       | 200 м         | 20,40        | 20,80                 | 5. у гр. 2            | Нису се квалификовали | Нису се квалификовали | Нису се квалификовали | 13 / 40       |        |
| Кристофер О'Донел  | 400 м         | 46,54        | 46,81 ЛРС             | 6. у гр. 1            | Нису се квалификовали | Нису се квалификовали | Нису се квалификовали | 31 / 39       |        |
| Марк Инглиш        | 800 м         | 1:44,84      | 1:48,98 ЛРС           | 6. у гр. 1            | Нису се квалификовали | Нису се квалификовали | Нису се квалификовали | 28 / 31 (33)  |        |
| Зак Карен          | 800 м         | 1:46,78      | 1:50,10               | 7. у гр. 3            | Нису се квалификовали | Нису се квалификовали | Нису се квалификовали | 29 / 31 (33)  |        |
| Стивен Скалион     | 10.000 м      | 28:36,05     |                       |                       |                       |                       | 29:46,87              | 23 / 27 (310) |        |
| Кевин Сивард       | Маратон       | 2:14:52      | 2:16:58 ЛРС           | 15 / 58 (72)          |                       |                       |                       |               |        |
| Mick Clohisey      | Маратон       | 2:14:55      | 2:18:00               | 18 / 58 (72)          |                       |                       |                       |               |        |
| Шон Хехир          | Маратон       | 2:16:18      | 2:18:58               | 25 / 58 (72)          |                       |                       |                       |               |        |
| Sergiu Ciobanu     | Маратон       | 2:15:14      | 2:19:49               | 36 / 58 (72)          |                       |                       |                       |               |        |
| Пол Полок          | Маратон       | 2:15:30      | 2:23:26               | 47 / 58 (72)          |                       |                       |                       |               |        |
| Томас Бар          | 400 м препоне | 47,97 НР     | Директно у полуфинале | Директно у полуфинале | 49,10 КВ              | 2. у гр. 3            | 48,31 ЛРС             |               |        |
| Кристофер О'Донел² | 4 х 400 м     | 3:01,26 НР   | 3:06,55 НРС           | 5. у гр. 2            |                       |                       | Нису се квалификовале | 11 / 14 (16)  |        |
| Брандон Ареј       | 4 х 400 м     | 3:01,26 НР   | 3:06,55 НРС           | 5. у гр. 2            |                       |                       | Нису се квалификовале | 11 / 14 (16)  |        |
| Леон Рид²          | 4 х 400 м     | 3:01,26 НР   | 3:06,55 НРС           | 5. у гр. 2            |                       |                       | Нису се квалификовале | 11 / 14 (16)  |        |
| Томас Бар²         | 4 х 400 м     | 3:01,26 НР   | 3:06,55 НРС           | 5. у гр. 2            |                       |                       | Нису се квалификовале | 11 / 14 (16)  |        |
| Алекс Рајт         | 20 км ходање  | 1:21:17      |                       |                       |                       |                       | 1:22:18 ЛРС           | 10 / 23 (28)  |        |
| Чан Мекманамон     | 20 км ходање  | 1:24:03      | 1:25:43               | 21 / 23 (28)          |                       |                       |                       |               |        |
| Брендан Бојс       | 50 км ходање  | 3:48:55      | 4:02:14               | 19 / 26 (36)          |                       |                       |                       |               |        |
| Адам Мекмулен      | Скок увис     | 7,99 д       | 7,47                  | 13. у гр. Б           |                       |                       | Није се квалификовао  | 25 / 29 (30)  |        |

- Такмичари који су обележени бројем трчали су и у појединачним дисциплинама.

### Жене
| Атлетичарка             | Дисциплина       | Лични рекорд | Квалификације | Квалификације | Полуфинале            | Полуфинале            | Финале                | Финале       | Детаљи |
| Атлетичарка             | Дисциплина       | Лични рекорд | Резултат      | Место         | Резултат              | Место                 | Резултат              | Место        | Детаљи |
| ----------------------- | ---------------- | ------------ | ------------- | ------------- | --------------------- | --------------------- | --------------------- | ------------ | ------ |
| Гина Акпе-Мосес         | 100 м            | 11,46        | 11,63         | 5 у гр. 1     | Није се квалификовала | Није се квалификовала | Није се квалификовала | 29 / 37 (38) |        |
| Фил Хили                | 100 м            | 11,28        | 11,44 КВ      | 2. у гр. 3    | 11,46                 | 7. у гр. 1            | Није се квалификовала | 20 / 37 (38) |        |
| Фил Хили                | 200 м            | 22,99 НР     | 23,34 КВ      | 3. у гр. 3    | 23,23                 | 4. у гр. 2            | Није се квалификовала | 11 / 36      |        |
| Siofra Cleirigh Buttner | 800 м            | 2:01,98      | 2:02,80       | 6. у гр. 1    | Нису се квалификовале | Нису се квалификовале | Нису се квалификовале | 29 / 32 (33) |        |
| Клер Муни               | 800 м            | 2:01,61      | 2:04,26       | 7. у гр. 2    | Нису се квалификовале | Нису се квалификовале | Нису се квалификовале | 25 / 32 (33) |        |
| Ciara Mageean           | 1.500 м          | 4:01,46      | 4:09,35 КВ    | 2. у гр. 1    |                       |                       | 4:04,63               | 4 / 24       |        |
| Ема Мичел               | 10.000 м         | 32:49,91     |               |               |                       |                       | 34:08,61              | 17 / 18 (26) |        |
| Лизи Ли                 | Маратон          | 2:32:51      | 2:40:12       | 29 / 46 (56)  |                       |                       |                       |              |        |
| Бриг Коноли             | Маратон          | 2:37:29      | 2:41:53       | 31 / 46 (56)  |                       |                       |                       |              |        |
| Гледис Ганиел О'Нил     | Маратон          | 2:37:55      | 2:42:42       | 33 / 46 (56)  |                       |                       |                       |              |        |
| Кери О'Флахерти         | 3.000 м препреке | 9:42,61      | 10:09,81      | 17. у гр. 1   |                       |                       | Нису се квалификовале | 32 / 33      |        |
| Мишел Фин               | 3.000 м препреке | 9:43,19      | 10:10,93      | 16. у гр. 2   | 33 / 33               |                       | Нису се квалификовале |              |        |
| Џоан Хили               | 4 х 100 м        | 43,84 НР     | 43,80 НР      | 4. у гр. 2    | 9 / 15                |                       | Нису се квалификовале |              |        |
| Фил Хили²               | 4 х 100 м        | 43,84 НР     | 43,80 НР      | 4. у гр. 2    | 9 / 15                |                       | Нису се квалификовале |              |        |
| Ciara Neville           | 4 х 100 м        | 43,84 НР     | 43,80 НР      | 4. у гр. 2    | 9 / 15                |                       | Нису се квалификовале |              |        |
| Гина Акпе-Мосес²        | 4 х 100 м        | 43,84 НР     | 43,80 НР      | 4. у гр. 2    | 9 / 15                |                       | Нису се квалификовале |              |        |
| Синеад Дени             | 4 х 400 м        | 3:27,48 НР   | 3:35,96 НРС   | 8. у гр. 2    | 14 / 15 (16)          |                       | Нису се квалификовале |              |        |
| Софи Бекер              | 4 х 400 м        | 3:27,48 НР   | 3:35,96 НРС   | 8. у гр. 2    | 14 / 15 (16)          |                       | Нису се квалификовале |              |        |
| Davicia Patterson       | 4 х 400 м        | 3:27,48 НР   | 3:35,96 НРС   | 8. у гр. 2    | 14 / 15 (16)          |                       | Нису се квалификовале |              |        |
| Клер Муни²              | 4 х 400 м        | 3:27,48 НР   | 3:35,96 НРС   | 8. у гр. 2    | 14 / 15 (16)          |                       | Нису се квалификовале |              |        |

- Такмичарке који су обележене бројем трчале су и у појединачним дисциплинама.